# Rio Esechioi
O Rio Esechioi é um rio da Romênia, afluente do Almălău, localizado no distrito de Constanţa.